# Distretto di Jarosław
Il distretto di Jarosław (in polacco powiat jarosławski) è un distretto polacco appartenente al voivodato della Precarpazia.

## Geografia antropica

### Suddivisioni amministrative
Il distretto comprende 11 comuni.
- Comuni urbani: Jarosław, Radymno
- Comuni rurali: Chłopice, Jarosław, Laszki, Pawłosiów, Pruchnik, Radymno, Rokietnica, Roźwienica, Wiązownica